# Лешко
Лешко (болг. Лешко) — село в Благоевградской области Болгарии. Входит в состав общины Благоевград. Находится примерно в 14 км к юго-западу от центра города Благоевград. По данным переписи населения 2011 года, в селе  проживало 197 человек, преобладающая национальность — болгары.

## Население
| Год     | 1934 | 1946 | 1956 | 1965 | 1975 | 1985 | 1992 | 2001 | 2011 |
| ------- | ---- | ---- | ---- | ---- | ---- | ---- | ---- | ---- | ---- |
| Жителей | 1441 | 1359 | 1102 | 740  | 571  | 454  | 380  | 303  | 197  |

|  |